# Atrek
L'Atrek (detto anche Atrak ed Etrek; persiano اترک, turkmeno Etrek derýasy) è un fiume che nasce dai monti dell'Iran nord-orientale (37°10′N 59°00′E) e scorre per 669 km verso ovest fino a sfociare nell'angolo sud-orientale del Mar Caspio, in territorio turkmeno. A causa dell'elevato impiego delle sue acque nell'irrigazione dei terreni agricoli, quando raggiunge il Caspio il fiume è quasi in secca. Drena un bacino di 27.300 km².
Il fiume vero e proprio inizia a 37°59′28″N 55°16′29″E, nel punto in cui si unisce al suo affluente Sumbar, e forma il confine tra Iran e Turkmenistan; per questo motivo, durante la Guerra Fredda, la regione rimase interdetta ai visitatori. Un trattato del 1926 tra Iran e Turkmenistan stabilì che il Turkmenistan poteva prelevare circa il 50% delle acque portate dal fiume.
Attualmente gli storioni del Caspio, che pattugliano le coste turkmene, non migrano più nell'Atrek, a causa del basso livello delle acque e dell'alto tasso di inquinamento. Dal momento che l'Atrek è l'unico corso d'acqua del Paese che sfocia nel Caspio, sono ormai molti anni che gli storioni non si riproducono più in Turkmenistan.